# Anna Tsuchiya
Anna Tsuchiya (土屋 アンナ?, Tsuchiya Anna; Tokyo, 11 marzo 1984) è una cantante e attrice giapponese.

## Biografia
Nata da madre giapponese e padre statunitense, entra nel mondo dello spettacolo da bambina quando, a soli 14 anni (1998), debutta come modella e recita in alcuni spot. Tuttora Anna manda avanti la sua carriera di cantante insieme a quella di modella e di attrice; in tutti questi campi ha avuto molto successo e per questo è una dei personaggi dello spettacolo più amati dal popolo giapponese, soprattutto dagli adolescenti.
In Italia è conosciuta come interprete delle canzoni dei Black Stones, gruppo musicale dell'anime Nana di Ai Yazawa, mentre le canzoni dei Trapnest sono eseguite da Olivia Lufkin. Nel 2012 canta la canzone dei titoli di coda del film in computer graphic Resident Evil: Damnation, tratto dall'omonima serie di videogiochi.

## Discografia

### Album
| # | Titolo                                     | Data uscita | Classifica | Copie vendute | Tipo album |
| - | ------------------------------------------ | ----------- | ---------- | ------------- | ---------- |
| – | Taste My Beat                              | 2005-08-24  | #27        | –             | Mini       |
| – | Taste My Xxxremixxxxxxx!!!!!!!! Beat Life! | 2006-03-23  | #117       | –             | Remix      |
| 1 | Strip me?                                  | 2006-08-02  | #11        | 49.527        |            |
| 2 | Anna Tsuchiya Inspi' Nana (Black Stones)   | 2007-02-28  | #16        | –             |            |
| – | Nana Best                                  | 2007-03-21  | –          | –             | Raccolta   |
| – | Nudy Show!                                 | 2009-07-01  | –          | –             |            |
| – | Nudy xxxremixxxxxxx!!!!!!!! Show!          | 2009-03-11  | –          | –             |            |
| – | RULE                                       | 2010-09-22  | #36        | –             |            |
| - | LUCIFER                                    | 2014-10-22  |            |               | Mini       |

### Singoli
| # | Titolo                               | Data uscita | Classifica | Copie vendute |
| - | ------------------------------------ | ----------- | ---------- | ------------- |
| 1 | Change Your Life                     | 2006-01-25  | #35        | –             |
| 2 | Slap that Naughty Body / My Fate     | 2006-03-23  | #68        | –             |
| 3 | Rose                                 | 2006-06-28  | #6         | –             |
| 4 | Kuroi Namida (黒い涙?, Lacrima nera) | 2007-01-10  | #7         | 14.145        |
| 5 | Lucy                                 | 2007-02-14  | #48        | –             |
| 6 | Bubble Trip / Sweet Sweet Song       | 2007-08-01  | #21        | 8.569         |
| 7 | Cocoon                               | 2008-01-30  | TBA        | TBA           |
| 8 | Brave vibration                      | 2007-08-01  | #21        | 8.569         |

9- Atashi / 07-2010
10- Shout in the rain/ 08-2010

### DVD
| # | Titolo                                     | Data uscita | Tipo DVD     |
| - | ------------------------------------------ | ----------- | ------------ |
| 1 | Anna³                                      | 2004-06-16  | Documentario |
| 2 | Anna Tsuchiya 1st Live Tour Blood of Roses | 2007-01-10  | Concerto     |

### Vinili
| # | Titolo                                     | Data uscita |
| - | ------------------------------------------ | ----------- |
| 1 | Taste My Xxxremixxxxxxx!!!!!!!! Beat Life! | 2006-03-23  |
| 2 | Ah Ah (versione Shinichi Osawa Remix 12')  | 2006-09-02  |

### Collaborazioni
| Artista        | Album               | Brano                                       | Classifica | Data uscita |
| -------------- | ------------------- | ------------------------------------------- | ---------- | ----------- |
| Brian Jones†   | –                   | My dear                                     | #4         | 2006-08-09  |
| Fake?          | Marilyn is a Bubble | Butterfly (Don't Let My Sun Go Down)        | #4         | 2006-11-22  |
| Hotei Tomoyasu | Soul Sessions       | Hotei vs. Tsuchiya Anna - Queen of the Rock | #1         | 2006-12-06  |

†Tributo a Brian Jones, non con lui.

## Filmografia
- 2004 - Kamikaze Girls (下妻物語?, Shimotsuma Monogatari)
- 2004 - The Taste of Tea (茶の味?)
- 2005 - Bashment
- 2005 - Herbie: Fully Loaded (doppiaggio giapponese)
- 2006 - Memories of Matsuko
- 2007 - Dororo
- 2007 - Sakuran
- 2009 - Kamui Gaiden
- 2009 - Heaven's Door
- 2011 - Valley of Dreams
- 2012 - Gumo Ebian!
- 2013 - Return
- 2015 - Gonin Saga

### Sceneggiati
- 2005 – Arbeit Eye ~Hyaku Man-nin no Hyouteki~ (アルバイト探偵(アイ) ～100万人の標的～?)
- 2005 – Dublin no Kane Tsuki Kabi Ningen (ダブリンの鐘つきカビ人間?)

## Photobook
| # | Titolo                                                                           | Data uscita      |
| - | -------------------------------------------------------------------------------- | ---------------- |
| 1 | White Ice Sherbet                                                                | 20 gennaio 2003  |
| 2 | Anna Banana                                                                      | 12 luglio 2004   |
| 3 | Fleur                                                                            | 19 gennaio 2005  |
| 4 | Happy Days - Anna, Mama ni Naru! (アンナ、ママになる!?, Anna è diventata mamma!) | 20 dicembre 2005 |
| 5 | Tsuchiya Anna Photo Album                                                        | 2 marzo 2007     |

## Premi
- 2004 – Kinema Junpo Awards (miglior attrice emergente)
- 2004 – Mainichi Film Awards (miglior attrice emergente)
- 2004 – Houchi Film Award (miglior attrice emergente)
- 2005 – 28th Japan Academy Prize (miglior attrice emergente, miglior attrice non protagonista (nominata))
- 2005 – 26th Yokohama Film Festival (miglior attrice emergente)